# أبقراطية كثيرة الأزهار
أبقراطية كثيرة الأزهار (الاسم العلمي: Hippocratea polyantha) هي نوع من النباتات يتبع جنس الأبقراطية من الفصيلة الحرابية.